# イズジョーノキセキ
イズジョーノキセキ（欧字名:Izu Jo no Kiseki、2017年2月16日 - ）は、日本の競走馬。2022年の府中牝馬ステークスの勝ち馬である。
馬名の意味は、馬主名より＋人名より＋奇跡。

## 戦績

### 2歳（2019年）
2019年6月30日、中京競馬場5レースの2歳新馬戦（芝1600m）でデビューし6着。通算2戦目、9月8日の阪神競馬場・2歳未勝利戦（芝1600m）で初勝利を収めた。その後、サフラン賞と赤松賞では共に5着に入り、2歳シーズンを終える。

### 3歳（2020年）
3歳シーズンは初の重賞挑戦で3月7日のチューリップ賞より始動。単勝107.1倍の10番人気と期待されていなかったが、後方2番手から上り最速の末脚を繰り出し、マルターズディオサから0.3秒差の4着に入った。その後はいったん条件クラスに戻るも勝ち切れないレースが続いていたが、11月7日の阪神競馬場・3歳以上1勝クラス（芝1800m）で2勝目を挙げると、続く11月29日阪神の3歳以上2勝クラス（芝2000m）では3着と好走した。

### 4歳（2021年）
4歳シーズンは2月14日の太宰府特別（2勝クラス、芝1800m）より始動し勝利。その後3勝クラスの特別戦を2戦して4着、2着と勝利を挙げることはできなかったが、6月20日に2度目の重賞挑戦でマーメイドステークスに出走。2番人気に支持されたが、直線で伸びきれず7着に敗れた。10月17日の西宮ステークス（3勝クラス、芝1800m）で2着と好走し、11月14日には初のGIでエリザベス女王杯に出走。単勝118.3倍の12番人気と伏兵扱いだったが、中団から進出しアカイイトから0.4秒差の5着に入った。

### 5歳（2022年）
5歳シーズンに入ってからも勝ち切れないレースが続いていたが、6月18日の垂水ステークス（3勝クラス、芝1800m）でシーズン初勝利を挙げ、併せてオープン入り。10月15日の府中牝馬ステークスは単勝34.8倍の12人気と期待薄ながら、中団後方から直線内を伸び、先に馬群を抜け出していた圧倒的1番人気のソダシをゴール前で差し切り、念願の重賞初優勝を果たした。石坂公一調教師も、これがJRA重賞初勝利である。2年連続での出走となった11月13日のエリザベス女王杯はクリストフ・ルメールを鞍上に挑むも、10着と大敗した。そして12月になると有馬記念に出走。石坂師と共に枠順抽選会に臨んだ岩田康誠は(クリスマス当日に開催されるため)トナカイの被り物をして場を盛り上げ、1枠2番を引きガッツポーズで幸運を喜んだ。迎えた当日は好位後ろのインを確保し、道中は息を潜めて折り合いに専念。直線で激走し13番人気ながら4着となり、その底力を見せ付けた。

### 6歳（2023年）
6歳シーズンの初戦となった阪神牝馬ステークスでは好位追走も直線で失速し10着。続くヴィクトリアマイルでもブービーの15着の沈んだ。7月のクイーンステークスでは後方から追い込んできたが5着、8月の札幌記念では道悪に泣き7着に敗退。秋に入り、連覇をかけて挑んだ府中牝馬ステークスは9着、エリザベス女王杯でも8着に終わったが、12月2日のチャレンジカップでは9番人気の低評価を覆して3着と好走した。レース後の12月6日、管理する中村直也調教師により現役を引退することが発表された。12月8日付でJRAの競走馬登録が抹消され、北海道新ひだか町の沖田哲夫牧場で繁殖牝馬として供用される。

## 競走成績
以下の内容は、JBISサーチおよびnetkeiba.comの情報に基づく。
| 競走日     | 競馬場 | 競走名           | 格   | 距離（馬場）  | 頭 数 | 枠 番 | 馬 番 | オッズ （人気） | 着順 | タイム （上がり3F） | 着差 | 騎手        | 斤量 [kg] | 1着馬（2着馬）       | 馬体重 [kg] |
| ---------- | ------ | ---------------- | ---- | ------------- | ----- | ----- | ----- | --------------- | ---- | ------------------- | ---- | ----------- | --------- | -------------------- | ----------- |
| 2019.06.30 | 中京   | 2歳新馬          |      | 芝1600m（重） | 11    | 6     | 6     | 045.90（9人）   | 06着 | R1:38.0（35.2）     | -0.8 | 0森裕太朗   | 53        | ヤマニンエルモサ     | 436         |
| 0000.09.08 | 阪神   | 2歳未勝利        |      | 芝1600m（良） | 12    | 8     | 12    | 030.90（6人）   | 01着 | R1:33.8（33.4）     | -0.3 | 0岩田康誠   | 54        | （マドルガーダ）     | 434         |
| 0000.09.29 | 中山   | サフラン賞       | 1勝  | 芝1600m（良） | 9     | 6     | 6     | 008.70（5人）   | 05着 | R1:34.7（34.3）     | -0.4 | 0岩田康誠   | 54        | マルターズディオサ   | 448         |
| 0000.11.17 | 東京   | 赤松賞           | 1勝  | 芝1600m（良） | 12    | 3     | 3     | 004.40（2人）   | 05着 | R1:34.6（34.1）     | -0.2 | 0岩田康誠   | 54        | シャインガーネット   | 440         |
| 2020.03.07 | 阪神   | チューリップ賞   | GII  | 芝1600m（良） | 14    | 6     | 9     | 107.1（10人）   | 04着 | R1:33.6（33.1）     | -0.3 | 0岩田康誠   | 54        | マルターズディオサ   | 440         |
| 0000.04.12 | 阪神   | 忘れな草賞       | L    | 芝2000m（稍） | 10    | 7     | 8     | 004.90（2人）   | 02着 | R2:03.8（34.8）     | -0.2 | 0岩田康誠   | 54        | ウインマイティー     | 442         |
| 0000.05.16 | 京都   | あずさ賞         | 1勝  | 芝2000m（重） | 10    | 5     | 5     | 002.10（1人）   | 04着 | R2:04.0（35.7）     | -0.2 | 0坂井瑠星   | 54        | ソニックベガ         | 440         |
| 0000.07.12 | 阪神   | 3歳上1勝クラス   |      | 芝1800m（稍） | 9     | 5     | 5     | 001.60（1人）   | 02着 | R1:48.2（35.8）     | -0.0 | 0川田将雅   | 52        | ターキッシュパレス   | 434         |
| 0000.11.07 | 阪神   | 3歳上1勝クラス   |      | 芝1800m（良） | 13    | 2     | 2     | 002.60（1人）   | 01着 | R1:45.4（33.6）     | -0.3 | 0岩田康誠   | 53        | （エアロロノア）     | 448         |
| 0000.11.29 | 阪神   | 3歳上2勝クラス   |      | 芝2000m（良） | 9     | 3     | 3     | 001.60（1人）   | 03着 | R2:01.9（34.5）     | -0.4 | 0藤岡康太   | 53        | イルマタル           | 454         |
| 2021.02.14 | 小倉   | 太宰府特別       | 2勝  | 芝1800m（良） | 13    | 4     | 4     | 002.00（1人）   | 01着 | R1:47.9（33.8）     | -0.1 | 0吉田隼人   | 54        | （レッドルーヴル）   | 450         |
| 0000.03.07 | 阪神   | うずしおS        | 3勝  | 芝1600m（良） | 13    | 4     | 4     | 002.30（1人）   | 04着 | R1:33.3（33.6）     | -0.2 | 0福永祐一   | 55        | ソシアルクラブ       | 452         |
| 0000.04.24 | 阪神   | 京橋S            | 3勝  | 芝2000m（良） | 11    | 7     | 9     | 003.20（2人）   | 02着 | R1:58.5（34.4）     | -0.0 | 0岩田康誠   | 55        | プライドランド       | 458         |
| 0000.06.20 | 阪神   | マーメイドS      | GIII | 芝2000m（良） | 16    | 5     | 9     | 005.70（2人）   | 07着 | R2:01.2（35.7）     | -0.8 | 0西村淳也   | 52        | シャムロックヒル     | 456         |
| 0000.10.17 | 阪神   | 西宮S            | 3勝  | 芝1800m（良） | 15    | 1     | 1     | 006.70（3人）   | 02着 | R1:46.4（33.7）     | -0.3 | 0岩田康誠   | 55        | ジェラルディーナ     | 460         |
| 0000.11.14 | 阪神   | エリザベス女王杯 | GI   | 芝2200m（良） | 17    | 2     | 4     | 118.3（12人）   | 05着 | R2:12.5（36.5）     | -0.4 | 0和田竜二   | 56        | アカイイト           | 462         |
| 2022.02.13 | 東京   | 初音S            | 3勝  | 芝1800m（稍） | 15    | 8     | 14    | 003.40（2人）   | 05着 | R1:49.0（34.4）     | -0.3 | 0岩田康誠   | 55        | メイサウザンアワー   | 468         |
| 0000.03.12 | 阪神   | 飛鳥S            | 3勝  | 芝1800m（良） | 16    | 4     | 7     | 003.50（3人）   | 03着 | R1:46.2（33.9）     | -0.4 | 0岩田康誠   | 55        | ヤマニンサンパ       | 460         |
| 0000.04.23 | 阪神   | 難波S            | 3勝  | 芝1800m（良） | 7     | 6     | 6     | 002.10（1人）   | 07着 | R1:45.4（34.2）     | -0.7 | 0川田将雅   | 55        | サターン             | 466         |
| 0000.06.18 | 阪神   | 垂水S            | 3勝  | 芝1800m（良） | 12    | 6     | 7     | 005.30（3人）   | 01着 | R1:46.6（33.7）     | -0.0 | 0和田竜二   | 54        | （ノースザワールド） | 460         |
| 0000.10.15 | 東京   | 府中牝馬S        | GII  | 芝1800m（良） | 15    | 4     | 6     | 034.8（12人）   | 01着 | R1:44.5（33.3）     | -0.0 | 0岩田康誠   | 54        | （ソダシ）           | 466         |
| 0000.11.13 | 阪神   | エリザベス女王杯 | GI   | 芝2200m（重） | 18    | 4     | 7     | 017.5（10人）   | 10着 | R2:14.5（36.7）     | -1.5 | 0C.ルメール | 56        | ジェラルディーナ     | 470         |
| 0000.12.25 | 中山   | 有馬記念         | GI   | 芝2500m（良） | 16    | 1     | 2     | 152.0（13人）   | 04着 | R2:33.2（35.4）     | -0.8 | 0岩田康誠   | 55        | イクイノックス       | 472         |
| 2023.04.08 | 阪神   | 阪神牝馬S        | GII  | 芝1600m（稍） | 12    | 8     | 11    | 009.70（5人）   | 10着 | R1:34.8（34.7）     | -0.9 | 0岩田康誠   | 56        | サウンドビバーチェ   | 470         |
| 0000.05.14 | 東京   | ヴィクトリアM    | GI   | 芝1600m（良） | 16    | 4     | 7     | 068.0（10人）   | 15着 | R1:33.5（34.2）     | -1.3 | 0岩田康誠   | 56        | ソングライン         | 472         |
| 0000.07.30 | 札幌   | クイーンS        | GIII | 芝1800m（良） | 14    | 6     | 10    | 017.10（8人）   | 05着 | R1:47.1（34.7）     | -0.4 | 0岩田康誠   | 57        | ドゥーラ             | 474         |
| 0000.08.20 | 札幌   | 札幌記念         | GII  | 芝2000m（稍） | 15    | 8     | 14    | 050.5（10人）   | 07着 | R2:03.3（36.6）     | -1.8 | 0岩田康誠   | 56        | プログノーシス       | 474         |
| 0000.10.14 | 東京   | 府中牝馬S        | GII  | 芝1800m（良） | 13    | 8     | 12    | 024.40（9人）   | 09着 | R1:46.7（33.3）     | -0.6 | 0岩田康誠   | 56        | ディヴィーナ         | 464         |
| 0000.11.12 | 京都   | エリザベス女王杯 | GI   | 芝2200m（良） | 15    | 3     | 5     | 103.8（13人）   | 08着 | R2:13.1（34.4）     | -0.5 | 0岩田康誠   | 56        | ブレイディヴェーグ   | 466         |
| 0000.12.02 | 阪神   | チャレンジC      | GIII | 芝2000m（良） | 13    | 2     | 2     | 043.30（9人）   | 03着 | R1:59.0（34.8）     | -0.2 | 0岩田康誠   | 55        | ベラジオオペラ       | 468         |

## 血統表
| イズジョーノキセキの血統    | イズジョーノキセキの血統                                                                | イズジョーノキセキの血統                                                                | （血統表の出典）                                                                        | （血統表の出典）    |
| 父系                        | ロベルト系                                                                              | ロベルト系                                                                              | ロベルト系                                                                              | [ § 2 ]             |
| 父 エピファネイア 2010 鹿毛 | 父の父*シンボリクリスエス 1999 黒鹿毛                                                   | Kris S.                                                                                 | Roberto                                                                                 | Roberto             |
| 父 エピファネイア 2010 鹿毛 | 父の父*シンボリクリスエス 1999 黒鹿毛                                                   | Kris S.                                                                                 | Sharp Queen                                                                             |                     |
| 父 エピファネイア 2010 鹿毛 | 父の父*シンボリクリスエス 1999 黒鹿毛                                                   | Tee Key                                                                                 | Gold Meridian                                                                           | Gold Meridian       |
| 父 エピファネイア 2010 鹿毛 | 父の父*シンボリクリスエス 1999 黒鹿毛                                                   | Tee Key                                                                                 | Tri Argo                                                                                |                     |
| 父 エピファネイア 2010 鹿毛 | 父の母シーザリオ 2002 青毛                                                              | スペシャルウィーク                                                                      | *サンデーサイレンス                                                                     | *サンデーサイレンス |
| 父 エピファネイア 2010 鹿毛 | 父の母シーザリオ 2002 青毛                                                              | スペシャルウィーク                                                                      | キャンペンガール                                                                        |                     |
| 父 エピファネイア 2010 鹿毛 | 父の母シーザリオ 2002 青毛                                                              | *キロフプリミエール                                                                     | Sadler's Wells                                                                          | Sadler's Wells      |
| 父 エピファネイア 2010 鹿毛 | 父の母シーザリオ 2002 青毛                                                              | *キロフプリミエール                                                                     | Querida                                                                                 |                     |
| 母 キングダンサー 2008 鹿毛 | 母の父キングカメハメハ 2001 鹿毛                                                        | Kingmambo                                                                               | Mr. Prospector                                                                          | Mr. Prospector      |
| 母 キングダンサー 2008 鹿毛 | 母の父キングカメハメハ 2001 鹿毛                                                        | Kingmambo                                                                               | Miesque                                                                                 |                     |
| 母 キングダンサー 2008 鹿毛 | 母の父キングカメハメハ 2001 鹿毛                                                        | *マンファス                                                                             | *ラストタイクーン                                                                       | *ラストタイクーン   |
| 母 キングダンサー 2008 鹿毛 | 母の父キングカメハメハ 2001 鹿毛                                                        | *マンファス                                                                             | Pilot Bird                                                                              |                     |
| 母 キングダンサー 2008 鹿毛 | 母の母メインタイトル 1998 鹿毛                                                          | Rahy                                                                                    | Blushing Groom                                                                          | Blushing Groom      |
| 母 キングダンサー 2008 鹿毛 | 母の母メインタイトル 1998 鹿毛                                                          | Rahy                                                                                    | Glorious Song                                                                           |                     |
| 母 キングダンサー 2008 鹿毛 | 母の母メインタイトル 1998 鹿毛                                                          | *メインスルー                                                                           | Slew o'Gold                                                                             | Slew o'Gold         |
| 母 キングダンサー 2008 鹿毛 | 母の母メインタイトル 1998 鹿毛                                                          | *メインスルー                                                                           | Main Prospect                                                                           |                     |
| 母系(F-No.)                 | メインスルー(USA)系(FN:8-c)                                                             | メインスルー(USA)系(FN:8-c)                                                             | メインスルー(USA)系(FN:8-c)                                                             | [ § 3 ]             |
| 5代内の近親交配             | Seattle Slew 5 × 5 = 6.25％、Halo 5 × 5 = 6.25％、Mr. Prospector 4 ･ 5 = 9.38％（母内） | Seattle Slew 5 × 5 = 6.25％、Halo 5 × 5 = 6.25％、Mr. Prospector 4 ･ 5 = 9.38％（母内） | Seattle Slew 5 × 5 = 6.25％、Halo 5 × 5 = 6.25％、Mr. Prospector 4 ･ 5 = 9.38％（母内） | [ § 4 ]             |
| 出典                        | 1. 2. 3. 4.                                                                             | 1. 2. 3. 4.                                                                             | 1. 2. 3. 4.                                                                             | 1. 2. 3. 4.         |